# Plebicula microsticta
Plebicula microsticta är en fjärilsart som beskrevs av Ruggero Verity 1929. Plebicula microsticta ingår i släktet Plebicula och familjen juvelvingar. Inga underarter finns listade i Catalogue of Life.